# Carlos Harvey
Carlos Miguel Harvey Cesneros (ur. 3 lutego 2000 w mieście Panama) – panamski piłkarz występujący na pozycji defensywnego pomocnika, reprezentant Panamy, od 2024 roku zawodnik amerykańskiej Minnesoty United.